# María Abradelo
María Abradelo (Madrid, 10 d'octubre de 1969) és el nom artístic de María Emilia Abradelo Patton, una presentadora de televisió, actriu i cantant madrilenya. Criada al si d'una família d'artistes, és filla de la cantant Isabel Patton. i del cap de Programació de RTVE, Ángel Abradelo.

## Presentadora de televisió
María Abradelo comença la seua carrera artística a la televisió andalusa Canal Sur com a presentadora del programa "Para que veas" amb la seua germana Romy Abradelo. Després passa per sèries de TVE com "Cine por un tubo" o "Tango". El 1991 és contractada com hostessa en el programa "Un, dos, tres... responda otra vez" de Chicho Ibáñez Serrador, on roman dues etapes. En l'estiu de 1993 és fitxada per Telecinco per a presentar el programa karaoke "Ven a cantar" i després s'incorpora com presentadora fixa a la cadena en diversos espais.
El gènere televisiu del karaoke li valdria per a arribar a la televisió valenciana Canal 9 on presentaria durant tres anys (1996-1998) el programa "Canta canta" que viatjava pels pobles valencians convidant als seus veïns a participar en el karaoke. El programa d'emissió diària, amb 500 programes, li valgué a Abradelo per guanyar popularitat i consolidar-se com presentadora de TVV amb espais com el concurs "Manà manà" (1998-1999), un nou karaoke "Calor-Calor" (1999-2000), el programa infantil "Babalà Club" (1997-2004), el concurs musical d'emissió diària "El Picú" (2008) o diversos programes especials de Falles, gales de cap d'any, etc.
El 2005 participà com a concursant al reality de Telecinco "La Isla de los famosos".
Des del 2007 ha presentat diversos programes del productor José Luis Moreno per a televisions autonòmiques.

## Actriu
Com a actriu, Abradelo ha intervingut en sèries de TV com: "Hermanos de leche" (1994-1995) d'Antena 3, "Carmen y familia" o "La revista" de José Luis Moreno en TVE. També ha intervingut en espectacles com "Cinco minutos nada menos", amb Loreto Valverde i Jesús Cisneros, "El águila de fuego", amb María José Cantudo i Alberto Closas Jr. o "Cómo están las mujeres", amb Loreto Valverde i Carlos Lozano.

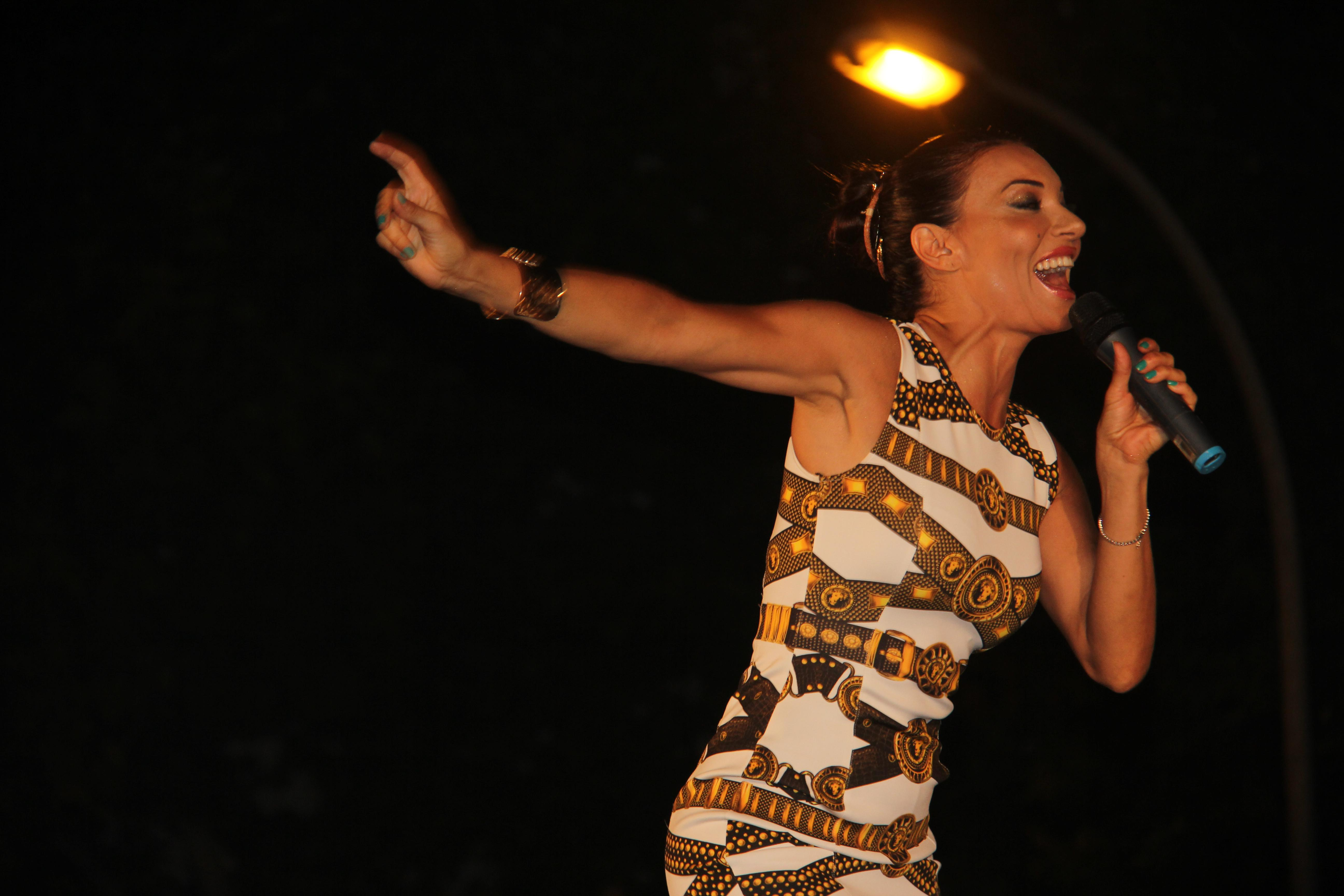
Maria Abradelo a Torrent (2015).

En cinema, ha intervingut en una coproducció mexicana de títol "La nena quiere irse a Londres" i ha participat en el film "Freedomless" de Xoel Pamos. En teatre ha protagonitzat "Yola" al costat de la seua germana Romy Abradelo i "Pantaleón y las visitadoras" al costat de Fernando Guillén i Carmen Grey.

## Cantant
Ha protagonitzat els musicals "La Magia de la Navidad" i "La Cenicienta Rockera".